# Uwe Freund
Uwe Freund (* 28. März 1965 in Hanau) ist ein deutscher Autor, Journalist und Kommunikationstrainer.

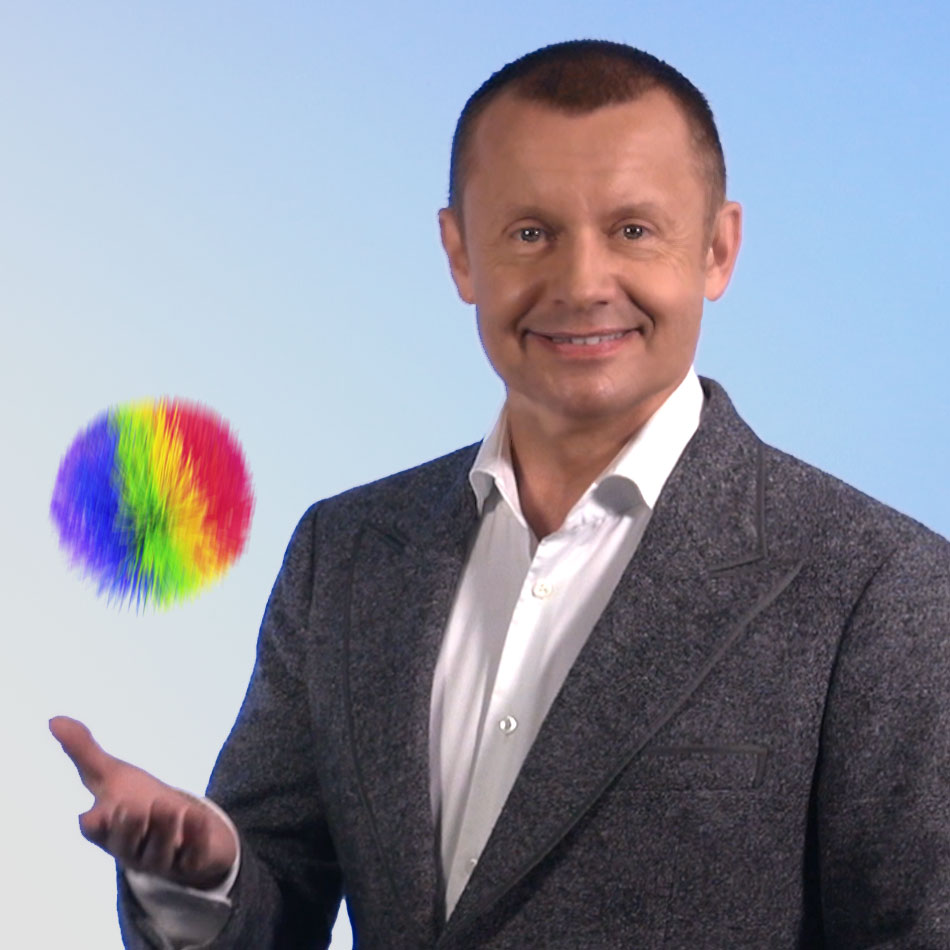
Uwe Freund (2015)

## Leben
Freund studierte von 1984 bis 1992 Politische Wissenschaft, Germanistik und Psychologie in Frankfurt am Main und München. Er verfasste seit 1989 zahlreiche Bücher für PC-Anwender und entwickelte Softwareprodukte mit einer Gesamtauflage von mehr als einer Million Exemplaren, beispielsweise „Geburtstagszeitung“, „Hochzeits- und Partyzeitung“ sowie „Rechtschreibung aktuell“, ein Korrekturprogramm zur neuen deutschen Rechtschreibung, außerdem Reiseführer zu verschiedenen Großstädten in aller Welt. Seine Bücher und CD-ROM-Produkte wurden ins Englische, Französische, Niederländische und andere Sprachen übersetzt.
Freund berät seit 1989 Unternehmen im deutschsprachigen Raum in Sachen Korrespondenz per Brief und E-Mail, Beschwerdebearbeitung, Zeitmanagement, Telefondialog und Präsentation. Er ist als Texter und Textoptimierer tätig.
Seit 1985 lebt er in München.

## Werke
- Korrekt schreiben nach DIN 5008 für Dummies. Weinheim: Wiley-VCH GmbH 2021, ISBN 978-3-527-71616-6.
- Korrespondenztraining: Schreibstil-Update für moderne, wirkungsvolle E-Mails und Briefe. München : verlag uwe freund 2021, ISBN 978-3-930175-77-2.
- Die neue DIN 5008 : der praktische Leitfaden für die Praxis / Autoren: Jutta Sauer, Uwe Freund, Alexandra Sievers, Claudia Marbach. Boon : VNR Verlag für die Deutsche Wirtschaft AG 2020, ISBN 978-3-8125-2889-4.
- DIN 5008 kompakt : die wichtigsten Regeln und Änderungen auf einen Blick. Berlin : Beuth Verlag 2020, ISBN 978-3-410-30216-2.
- Korrekt schreiben nach DIN 5008 für Dummies. Weinheim : Wiley-VCH GmbH 2021, ISBN 978-3-527-71616-6.
- Korrespondenztraining: Schreibstil-Update für moderne, wirkungsvolle E-Mails und Briefe. München : verlag uwe freund 2021, ISBN 978-3-930175-77-2.
- Die neue DIN 5008: der praktische Leitfaden für die Praxis. Bonn : VNR Verlag für die Deutsche Wirtschaft AG 2020, ISBN 978-3-8125-2889-4.
- DIN 5008 kompakt: die wichtigsten Regeln und Änderungen auf einen Blick. Berlin : Beuth, DIN e.V. 2020, ISBN 978-3-410-30216-2.
- Korrekt schreiben nach DIN 5008 für Dummies. Weinheim : Wiley-VCH GmbH 2020, ISBN 978-3-527-82310-9.
- 8 simple strategies for effective time management. München : up next ed. 2014, ISBN 978-3-930175-55-0.
- Active time management with Outlook 2010/2013. München : up next ed. 2014, ISBN 978-3-930175-49-9.
- Aktives Zeitmanagement mit Microsoft Outlook 2010/2013. München : up next ed. 2014, ISBN 978-3-930175-48-2.
- Knigge-Update: 8 einfache Strategien für mehr Erfolg durch Business-Etikette. München : up next ed. 2014, ISBN 978-3-930175-58-1.
- Schreibstil-Update: 8 einfache Strategien für erfolgreiche E-Mails und Briefe. München : up next ed. 2014, ISBN 978-3-930175-57-4.
- Zeitmanagement-Update: 8 einfache Strategien für mehr. München : up next ed. 2014, ISBN 978-3-930175-59-8.
- 8 einfache Strategien für erfolgreiche E-Mails und Briefe: der aktuelle Schreibstil-Update. München : up next verl. 2012, ISBN 978-3-930175-87-1.
- Knigge-Update: Business-Etikette. München : up next verl. 2012, ISBN 978-3-930175-67-3.
- Die Dos and Don'ts für Präsentation und Moderation. München : up next verlag 2011, ISBN 978-3-930175-52-9.
- Moderationstraining: professionell moderieren mit perfekter Planung und wirkungsvollen Methoden. München : up next verlag 2011, ISBN 978-3-930175-47-5.
- Professionelles Office-Management: Arbeitsorganisation und Selbstmanagement in Assistenz und Sekretariat. München : up next verlag 2011, ISBN 978-3-930175-54-3.
- Schreibstil-Update Korrespondenz: erfolgreiche E-Mails und Briefe; professionell, kundenorientiert, kreativ und zeitgemäß schreiben. München : up next verlag 2011, ISBN 978-3-930175-50-5.
- Texten für das Internet mit SEO Suchmaschinenoptimierung: Beste Positionen in Google, Bing & Co. ganz einfach durch richtiges Texten. München : up next verlag 2011, ISBN 978-3-930175-63-5.
- Zeitmanagement und Selbstmanagement: mehr Effizienz, Erfolg und Zufriedenheit mit ganz einfachen Maßnahmen. München : up next verlag 2011, ISBN 978-3-930175-51-2.
- 1111 Briefe für alle Gelegenheiten: Bewerbungen, Glückwünsche, Einladungen, Beschwerden, Kondolenz und vieles mehr; für Word 6, Word 7 und Word 97. München : TLC Tewi-Verl. 1997, ISBN 978-3-89627-772-5.
- Bewerbungen für alle Gelegenheiten für Word 6, Word 7 und Word 97. München : TLC Tewi-Verl. 1997, ISBN 978-3-89627-741-1.
- Beschwerden für alle Gelegenheiten: so kommen Sie zu Ihrem Recht!. München : tewi 1996, ISBN 978-3-89627-735-0.
- Der Verein: Vorlagen rund um die Vereinsarbeit. München : tewi 1996, ISBN 978-3-89627-738-1.
- Die Zeitung - Spezial: Geburtstag. München : tewi-Verl. 1996, ISBN 978-3-89627-763-3.
- Rechtschreibung aktuell!. München : Tewi 1996, ISBN 3-89627-786-3.
- 333 Briefe für alle Gelegenheiten. München : tewi-Verl. 1995, ISBN 978-3-89627-605-6.
- Alles für Weihnachten und Silvester. München : tewi-Verl. 1995, ISBN 978-3-89627-615-5.
- Briefpapier & Visitenkarten. München : tewi-Verl. 1995, ISBN 978-3-89362-682-3.
- Das große Lexikon der Vornamen. München : tewi-Verl. 1995, ISBN 978-3-89362-676-2.
- Einladungen für alle Gelegenheiten. München : tewi-Verl. 1995, ISBN 978-3-89627-604-9.
- Glückwünsche für alle Gelegenheiten. München : tewi-Verl. 1995, ISBN 978-3-89362-674-8.
- Updateinformationen: von PageMaker 4.0 auf PageMaker 5.0. München : Freund 1995, ISBN 978-3-930175-45-1.
- Die Zeitung für alle Gelegenheiten. München : tewi-Verl. 1994, ISBN 978-3-89362-654-0.
- Einführung in das Arbeiten mit Excel, Version 3.0. München : Freund 1994, ISBN 978-3-930175-11-6.
- Europäische Integration und die Bildungspolitik der Europäischen Gemeinschaft: Grundlagen und Ziele. München : Freund 1994, ISBN 978-3-930175-00-0.
- Picture Publisher 4.0: das offizielle Handbuch. München : te-wi-Verl. 1994, ISBN 978-3-89362-356-3.
- Das grosse Buch zu Picture Publisher. Düsseldorf : Data-Becker 1993, ISBN 978-3-89011-606-8.
- Der PC: Grundlagenwissen; Hardware, Software. Niedernhausen/Ts. : Falken 1993, ISBN 978-3-8068-4732-1.
- Designer 4.0. Düsseldorf : Data-Becker 1993, ISBN 978-3-89011-670-9.
- Harvard Graphics para Windows. Barcelona : Marcombo 1993, ISBN 84-267-0893-5.
- Word für Windows 2.0: Tips und Know-how für effektives Arbeiten. München : te-wi-Verl. 1993, ISBN 978-3-89362-285-6.
- Arts & Letters. Düsseldorf : Data-Becker 1992, ISBN 978-3-89011-650-1.
- Harvard Graphics für Windows. Düsseldorf : Data-Becker 1992, ISBN 978-3-89011-593-1.
- Windows Draw 3.0. Düsseldorf : Data-Becker 1992, ISBN 978-3-89011-590-0.
- Charisma. Düsseldorf : Data-Becker 1991, ISBN 978-3-89011-771-3.
- Das grosse Micrografx-Designer-Buch 3.1. Düsseldorf : Data-Becker 1991, ISBN 978-3-89011-506-1.
- Designer 3. Düsseldorf : Data-Becker 1991, ISBN 978-3-89011-470-5.
- Designer 3.1. Düsseldorf : Data-Becker 1991, ISBN 978-3-89011-470-5.
- Pagemaker 4.0. Utrecht : Bruna 1991, ISBN 90-229-3765-8.
- PageMaker 4.0 für Windows 3. Düsseldorf : Data-Becker 1991, ISBN 978-3-89011-759-1.
- Ventura Publisher 3.0. Düsseldorf : Data-Becker 1991, ISBN 3-89011-760-3.
- Designer 3. Düsseldorf : Data-Becker 1990, ISBN 978-3-89011-470-5.
- Word 5.0 für den Einstieg. Addison-Wesley 1989, ISBN 978-3-89319-254-0.
- Berlin - der Multimedia-Reiseführer. München : tewi-Verl., ISBN 978-3-89362-641-0.
- Cocktails. Düsseldorf : Data-Becker, ISBN 978-3-8158-6034-2.
- Der Traumdeuter. Düsseldorf : Data-Becker, ISBN 978-3-8158-6027-4.
- Geburtstagszeitung. Düsseldorf : Data-Becker, ISBN 978-3-89011-971-7.
- Geburtstagszeitung 6.0. Düsseldorf : Data-Becker, ISBN 978-3-8158-6088-5.
- München - der Multimedia-Reiseführer. München : tewi-Verl., ISBN 978-3-89362-640-3.
- New York - der Multimedia-Reiseführer. München : tewi-Verl., ISBN 978-3-89362-669-4.
- Paris - der Multimedia-Reiseführer. München : tewi-Verl., ISBN 978-3-89362-639-7.
- Picture Publisher 5.0: das offizielle Handbuch. München : tewi-Verl., ISBN 978-3-89362-398-3.
- Rom - der Multimedia-Reiseführer. München : tewi-Verl., ISBN 978-3-89362-643-4.
- Wissenschaftlich arbeiten mit Word für Windows 6.0. München : tewi-Verl., ISBN 978-3-89362-352-5.